# Station Den Dolder
Station Den Dolder is een spoorwegstation aan de Centraalspoorweg (spoorlijn Utrecht – Amersfoort Centraal – Zwolle) in Den Dolder. Het station werd geopend in 1895 en heette tot 1 mei 1912 Dolderscheweg. Het huidige eilandstation werd geopend in 1914. Enkele kilometers ten oosten van het station takt de spoorlijn Den Dolder - Baarn van de Centraalspoorweg af.
Den Dolder is een van de weinige treinstations in Nederland waarvan de perrons een bestrating hebben van rode klinkers in plaats van grijze stoeptegels.
In 1911 was er kortstondig een tramverbinding naar Vliegkamp Soesterberg.

## Treinen
| Serie | Treinsoort    | Route                                                                            | Bijzonderheden                                |
| ----- | ------------- | -------------------------------------------------------------------------------- | --------------------------------------------- |
| 5500  | Sprinter (NS) | Utrecht Centraal – Den Dolder – Baarn                                            | Rijdt 's avonds en in het weekend 1x per uur. |
| 5600  | Sprinter (NS) | Utrecht Centraal – Utrecht Overvecht – Den Dolder – Amersfoort Centraal – Zwolle |                                               |

Tussen station Den Dolder en station Bilthoven ligt een middenspoor waarover sprinters bij vertragingen geleid kunnen worden om intercity's te laten passeren. Ook wordt dit spoor gebruikt om goederentreinen aan de kant te nemen.
Is de spoorlijn bij Utrecht voor sprinters afgesloten (door een storing, een ongeval of werkzaamheden), dan eindigen de sprinters uit Amersfoort Centraal en Baarn in Den Dolder, niet in Bilthoven. Dankzij het genoemde middenspoor kan een trein van Den Dolder gemakkelijk uitgerangeerd worden om te wachten op de terugreis, zonder dat de intercity's gehinderd worden. In Bilthoven is dat veel lastiger.
De overweg nabij het station blijkt uit onderzoek niet gevaarlijk te zijn. De afstand tussen de beveiligde sporen vormt een extra veiligheidszone, waardoor het onmogelijk is om haastig de 'tegentrein' te ontmoeten. Het station is door lokaal initiatief in 2015 gerestaureerd aan de buitenzijde. Lokale ondernemers in de vereniging DenDolderCS openen eind 2016 de netwerk-flexwerk en vergaderlocatie DenDolderCS in het hoofdgebouw, waarbij het ook functies krijgt die de lokale gemeenschap ondersteunen. Naast het station is de voormalige woning van de stationschef nog aanwezig. Sinds 2018 is ook het sociale initiatief de Bijzondere Eetfabriek op het station te vinden. 

## Overig openbaar vervoer
Bij station Den Dolder is ook een bushalte. Het busvervoer rond Den Dolder wordt uitgevoerd door Syntus Utrecht in opdracht van de provincie Utrecht. De volgende buslijn doet station Den Dolder aan:
- Lijn 59: Station Hilversum – Lage Vuursche – Den Dolder – Zeist Busstation

## Ontwikkeling aantal reizigers
Het aantal door NS vervoerde reizigers (per gemiddelde werkdag) ontwikkelde zich sedert 2019 als volgt:
| Jaar | Aantal reizigers |
| ---- | ---------------- |
| 2019 | 2.032            |
| 2020 | 1.046            |
| 2021 | 1.131            |
| 2022 | 1.547            |
| 2023 | 1.783            |
| 2024 | 1.740            |

## Afbeeldingen

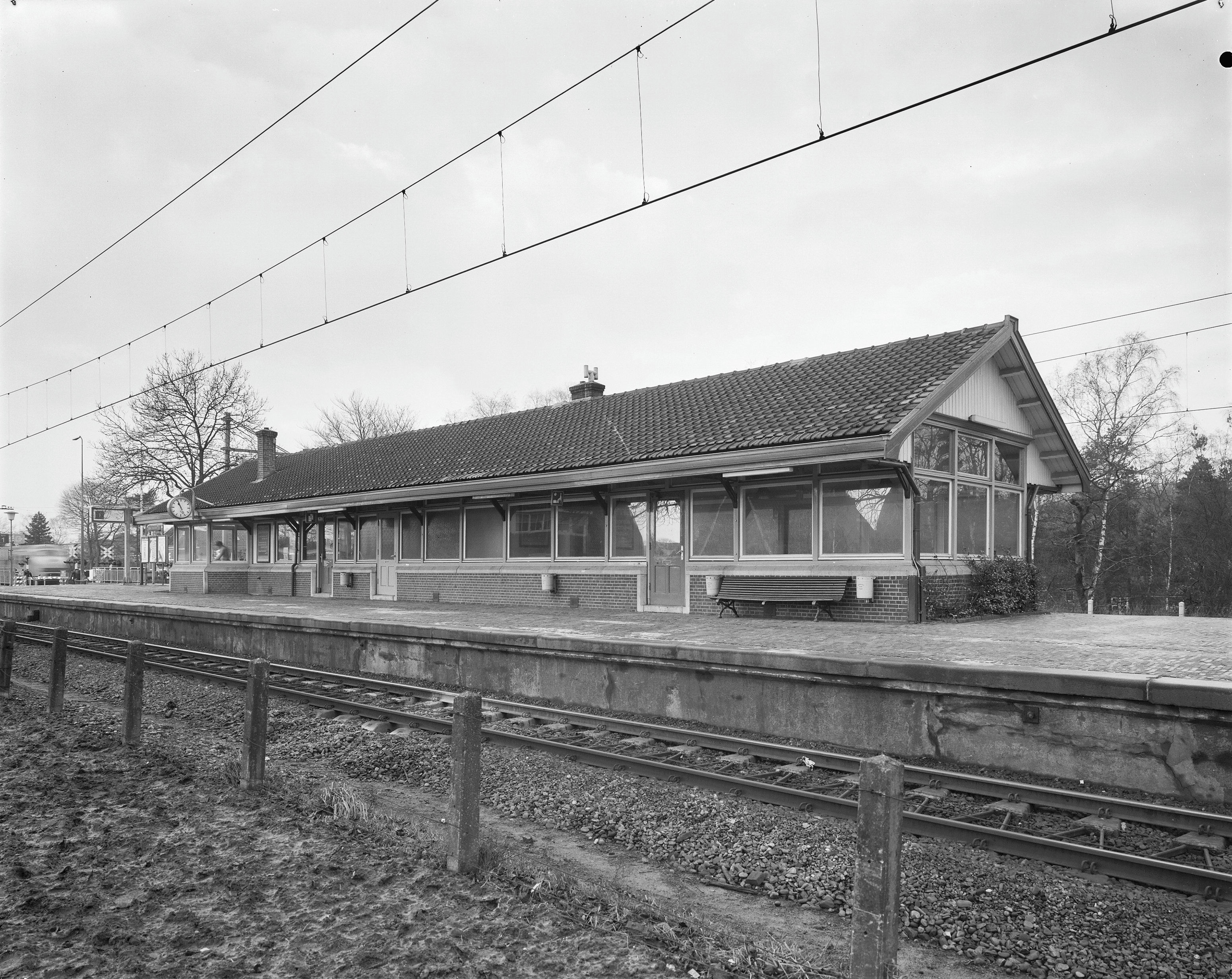
Station Den Dolder in 1973
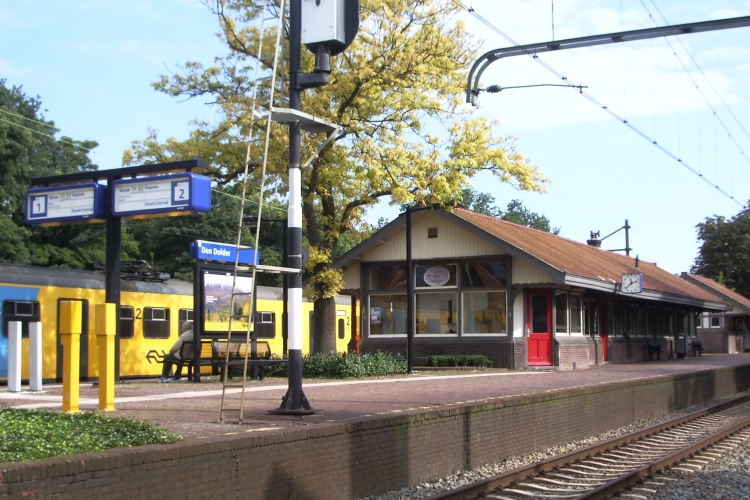
Station Den Dolder in 2008
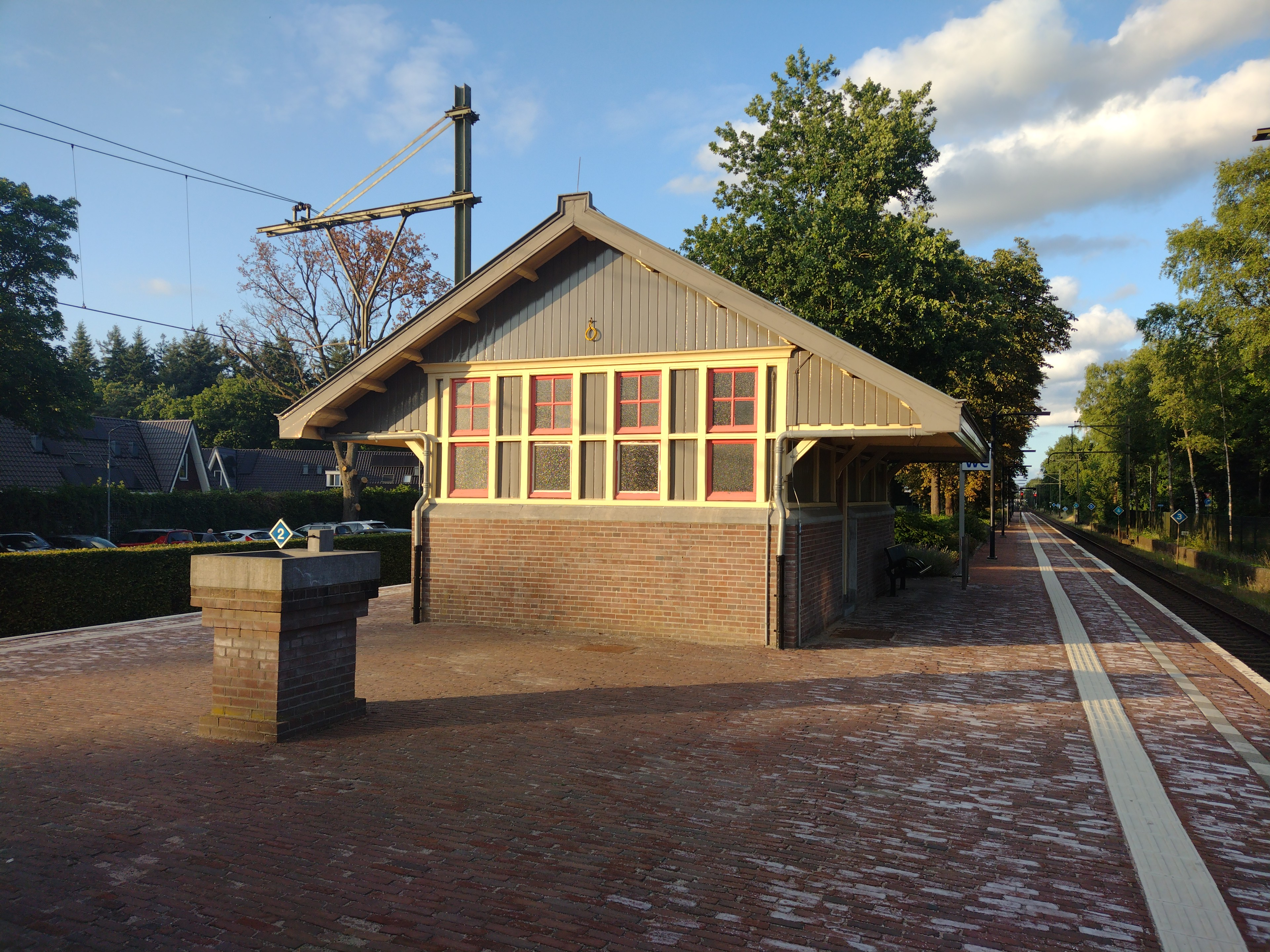
Stationsgebouw
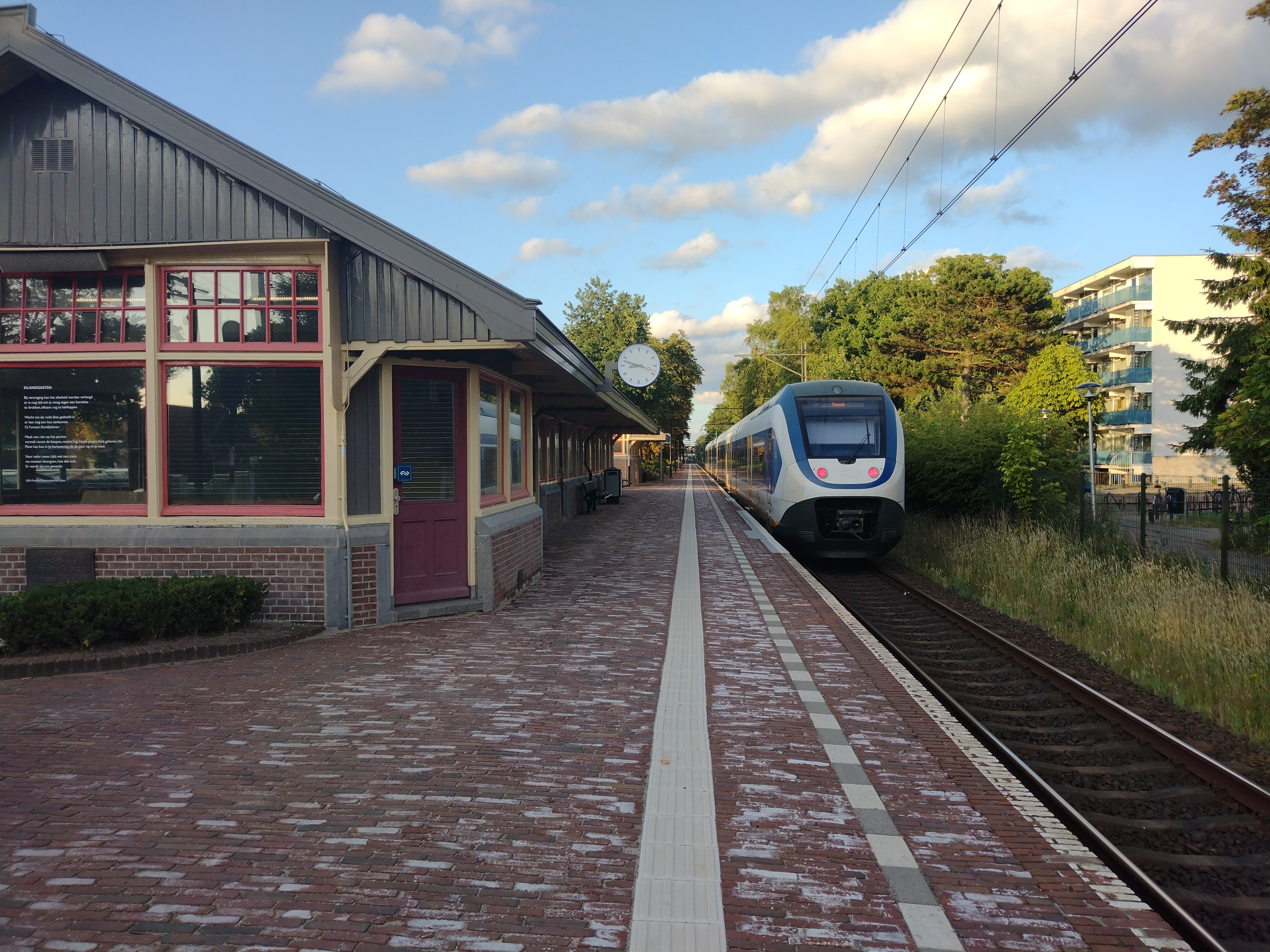
Sprinter op het station
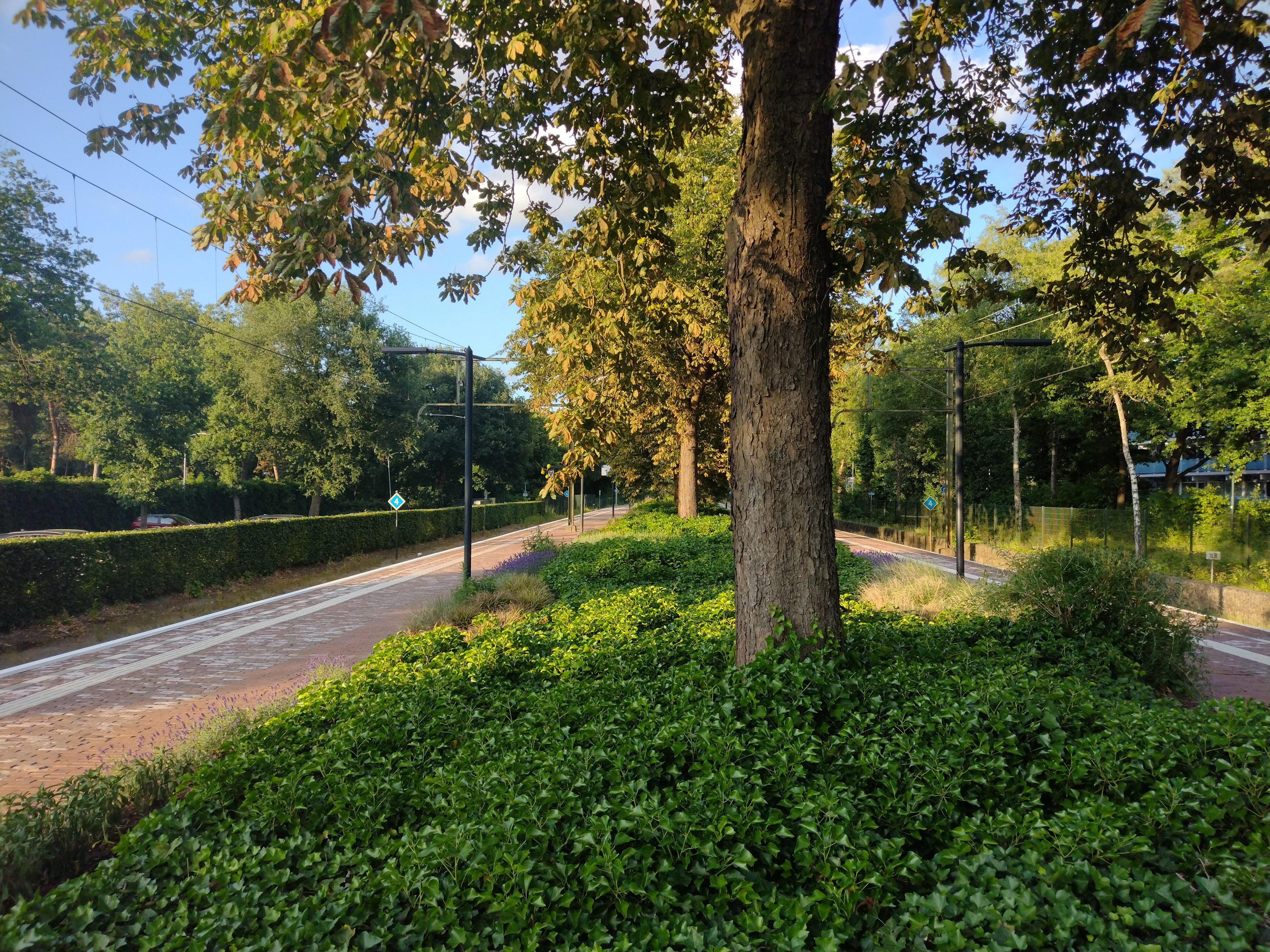
Perron